# Gagrský hřbet
Gagrjský hřbet je významné pohoří na jižních svazích Velkého Kavkazu. Leží v Abcházii mezi řekami Psou na západě a Bzyb na východě. Nejvyšším bodem je hora Agepsta (3 256 m n. m.). Výběžek hřebene poblíž města Gagra se blíží k Černému moři.
Pohoří se skládá převážně z vápence, který nad černomořským pobřežím tvoří krásné skalní římsy. Bohatě jsou zde rozšířeny krasové útvary. Řeky Žove-Kvara, Jupšara a jiné vyhloubily ve vápenci hluboké a úzké kaňonovité údolí.
Povrch hor pokrývají husté listnaté a jehličnaté lesy, výše na svazích jsou podhorské a alpské louky.
Podél údolí řek Bzyb, Jupšara a Gega vede cesta k ledovcovému jezeru Rica.